# Донзи ле Пертис
Донзи ле Пертис (фр. Donzy-le-Pertuis) насеље је и општина у источном делу централне Француске у региону Бургоња, у департману Саона и Лоара која припада префектури Макон.
По подацима из 2011. године у општини је живело 153 становника, а густина насељености је износила 25,04 становника/km². Општина се простире на површини од 6,11 km². Налази се на средњој надморској висини од 472 метара (максималној 571 m, а минималној 294 m).

## Демографија
| 1962. | 1968. | 1975. | 1982. | 1990. | 1999. | 2011. |
| ----- | ----- | ----- | ----- | ----- | ----- | ----- |
| 142   | 144   | 122   | 127   | 129   | 132   | 153   |

График промене броја становника у току последњих година